# Fleurey-lès-Lavoncourt
Fleurey-lès-Lavoncourt ist eine Gemeinde im französischen Département Haute-Saône in der Region Bourgogne-Franche-Comté.

## Geographie
Fleurey-lès-Lavoncourt liegt auf einer Höhe von 224 m über dem Meeresspiegel, etwa 28 Kilometer westlich der Stadt Vesoul (Luftlinie). Das Dorf erstreckt sich im Westen des Departements, in der Plateaulandschaft nordwestlich des Saônetals, in der weiten Mulde des Dorfbachs.
Die Fläche des 9,50 km² großen Gemeindegebiets umfasst einen Abschnitt im Bereich des Plateaus nördlich des Saônetals. Die südliche Grenze verläuft meist entlang der Gourgeonne, die mit zahlreichen Windungen durch die Alluvialniederung fließt und für die Entwässerung zur Saône sorgt. Die Talaue liegt durchschnittlich auf 210 m und weist eine Breite von maximal einem Kilometer auf. Vom Flusslauf erstreckt sich das Gemeindeareal nordwärts auf das angrenzende Plateau, das eine durchschnittliche Höhe von 240 m erreicht. Die Hochfläche besteht aus einer Wechsellagerung von kalkigen und sandig-mergeligen Sedimenten der oberen Jurazeit. Das Plateau wird durch die Mulde des Ruisseau de Fleurey und weitere Talmulden untergliedert. In der Talniederung und auf dem Plateau herrscht landwirtschaftliche Nutzung vor. Nach Norden reicht das Gebiet in die ausgedehnte Waldung des Corne au Fiètre. Mit 267 m wird am Rand des Grand Bois ganz im Norden die höchste Erhebung von Fleurey-lès-Lavoncourt erreicht.
Nachbargemeinden von Fleurey-lès-Lavoncourt sind La Roche-Morey im Norden, Vauconcourt-Nervezain im Osten, Mont-Saint-Léger und Renaucourt im Süden sowie Francourt und Villers-Vaudey im Westen.

## Geschichte
Fleurey wird als Florus Romain erwähnt. Den Ursprung der Siedlung bildete vermutlich ein Benediktinerpriorat. Im Mittelalter gehörte das Dorf zur Freigrafschaft Burgund und darin zum Gebiet des Bailliage d’Amont. Im Jahr 1569 bezog der Herzog von Zweibrücken im Dorf Quartier. Bei seinem Wegzug wurde Fleurey wie auch zahlreiche andere Ortschaften der Gegend von den Truppen geplündert und gebrandschatzt. Zusammen mit der Franche-Comté gelangte Fleurey mit dem Frieden von Nimwegen 1678 definitiv an Frankreich. Um eine Verwechslung mit anderen gleichnamigen Gemeinden zu vermeiden, wurde Fleurey 1837 offiziell in Fleurey-lès-Lavoncourt umbenannt. Heute ist Fleurey-lès-Lavoncourt Mitglied des 42 Ortschaften umfassenden Gemeindeverbandes Communauté de communes des Quatre Rivières.

## Sehenswürdigkeiten
Die Kirche Saint-Brice wurde im 18. und 19. Jahrhundert errichtet. Sie beherbergt einen reich skulptierten Hauptaltar aus dem 18. Jahrhundert. Nahe der Kirche befinden sich ein Calvaire, der auf das Jahr 1772 datiert ist, und ein überdachter Brunnen von 1873.

## Bevölkerung
| Jahr                       | 1962 | 1968 | 1975 | 1982 | 1990 | 1999 | 2006 |
| Einwohner                  | 190  | 155  | 136  | 125  | 116  | 108  | 114  |
| Quellen: Cassini und INSEE |      |      |      |      |      |      |      |

Mit 108 Einwohnern (1. Januar 2022) gehört Fleurey-lès-Lavoncourt zu den kleinsten Gemeinden des Département Haute-Saône. Nachdem die Einwohnerzahl in der ersten Hälfte des 20. Jahrhunderts deutlich abgenommen hatte (1881 wurden noch 405 Personen gezählt), wurden seit Mitte der 1970er Jahre nur noch geringe Schwankungen verzeichnet.

## Wirtschaft und Infrastruktur
Fleurey-lès-Lavoncourt war bis weit ins 20. Jahrhundert hinein ein vorwiegend durch die Landwirtschaft (Ackerbau, Obstbau und Viehzucht) und die Forstwirtschaft geprägtes Dorf. Heute gibt es einige Betriebe des lokalen Kleingewerbes, vor allem in den Branchen Holzverarbeitung und Baugewerbe. In den letzten Jahrzehnten hat sich das Dorf zu einer Wohngemeinde gewandelt. Viele Erwerbstätige sind deshalb Wegpendler, die in den größeren Ortschaften der Umgebung ihrer Arbeit nachgehen.
Die Ortschaft liegt abseits der größeren Durchgangsachsen an einer Departementsstraße, die von Lavoncourt nach Lavigney führt. Weitere Straßenverbindungen bestehen mit Francourt, Villers-Vaudey und Vauconcourt-Nervezain.